# 1e Divisie (volleybal)
De Eerste divisie is sinds het seizoen 2007/2008 het derde volleybalniveau in Nederland. Bij de mannen en bij de vrouwen zijn er twee eerste divisies, verdeeld in een Eerste divisie A (noord) en Eerste divisie B (zuid). Tot en met het seizoen 2006/2007 waren de eerste divisies het tweede niveau van Nederland, onder de Eredivisie. De twee kampioenen van de eerste divisies streden vervolgens in het algeheel kampioenschap van de Eerste divisie om een plek in de Eredivisie. 
Een Eerste divisie behelst in principe twaalf teams. De kampioenen van de eerste divisies zijn met ingang van het seizoen 2013/2014 verplicht te promoveren naar de Topdivisie. De nummers elf en twaalf degraderen naar de tweede divisies, het vierde niveau van Nederland en het laagste nationale niveau. De kampioenen van dit niveau promoveren. De nummers tien uit de eerste divisie spelen promotie-/degradatiewedstrijden met de nummers twee van de tweede divisies.

## Kampioenen

### Mannen
| Seizoen | 1e divisie A           | 1e divisie B             |
| ------- | ---------------------- | ------------------------ |
| 2007/08 |                        | Brilliant/VCV Veenendaal |
| 2008/09 |                        |                          |
| 2009/10 |                        |                          |
| 2010/11 | Rivo Rijssen           | Flamingo's '56           |
| 2011/12 | VC Sneek               | Inter Rijswijk           |
| 2012/13 | SV Dynamo Apeldoorn 2* | Particolare/DS*          |

- Vetgedrukt winnaar algeheel kampioenschap Eerste divisie
- *niet gepromoveerd naar de Topdivisie

### Vrouwen
| Seizoen | 1e divisie A  | 1e divisie B       |
| ------- | ------------- | ------------------ |
| 2007/08 | Veracles      | Halley             |
| 2008/09 |               |                    |
| 2009/10 |               |                    |
| 2010/11 |               |                    |
| 2011/12 |               | Sliedrecht Sport 2 |
| 2012/13 | CSE VC Zwolle | Pharmafilter US    |

- Vetgedrukt winnaar algeheel kampioenschap Eerste divisie
- *niet gepromoveerd naar de Topdivisie.

Eerste Divisie A:
Prima Donna Kaas Huizen ·
Sudosa-Desto ·
Axell Claims / Sovoco ·
VC Sneek ·
EVV Bultman-Hartholt ·
HHB Coaching/CSV ·
FOOX Olhaco ·
De Hofnar-Bovo ·
Rabobank Orion Volleybal Doetinchem 2 ·
VoCASA 2 ·
Apollo 8 ·
Focus4U Woudenberg

Eerste Divisie B:
EMD-Tooling ·
NVC ·
VELO ·
Compaen ·
Skunk ·
Inter Rijswijk 2 ·
HLB Van Daal/DS 2 ·
Sliedrecht Sport 2 ·
Banierhuis Taurus 2 ·
VV Utrecht ·
MKB Accountants/VCV ·
VV Zaanstad 2
Eerste Divisie A:
Reggefiber/DeVoKo ·
Tornado Geesteren ·
SVS Schalkhaar ·
GSVV Veracles ·
VC Sneek 2 ·
Reflex Kampen ·
VC Sneek 3 ·
Rivo Rijssen ·
Captains***Kangeroe ·
Springendal Set-Up'65 2 ·
Sudosa-Desto ·
1-2-3 Machineverhuur/Vovem '90

Eerste Divisie B:
Prima Donna Kaas Huizen ·
Inter Rijswijk ·
VCN King Software 2 ·
Zimpel/VCV ·
Energo/Flip Schoonmaak ·
PrismaWorx Stravoc ·
Sovoco ·
VoCASA ·
Peelpush 2 ·
VV Utrecht ·
VC Ledûb ·
SV Dynamo Apeldoorn 2